# Fútbol Club Carlos Stein
Fútbol Club Carlos Stein es un club de fútbol peruano fundado en el año 2012 en el distrito de José Leonardo Ortiz, provincia de Chiclayo, departamento de Lambayeque. 
Tras 6 años militando en las categorías de la LFP, desde la temporada 2026 participará en la Copa Perú.

## Historia

### 2012: Fundación
El club fue fundado el 6 de marzo de 2012 con el nombre de Asociación FC Carlos Stein en el distrito chiclayano de José Leonardo Ortiz por un grupo de vecinos de la urbanización: Branagh Castañeda, Guillermo Terrones, Felipe Correa, Esteban Inga, entre otros, encabezada por Miguel Quesquén que decidió la creación de un equipo de fútbol que lleve el nombre del lugar donde nacieron y crecieron.
Empezó desde la tercera división de la Liga Distrital de José Leonardo Ortiz. Con el apoyo de vecinos y familiares de los propios futbolistas, ese mismo año se logró el ascenso a la segunda división de dicha liga. 
El clásico rival del Carlos Stein es el Pirata Fútbol Club, equipo que también pertenece al distrito de José Leonardo Ortiz.

### 2013-2016: Inicios
Para el año siguiente, en 2013, tras otra excelente campaña se pudo subir a la primera división distrital, logrando el derecho para competir en la Copa Perú.
Para la campaña del 2015 tuvieron algunos problemas financieros, los cuales no le iban a permitir continuar en primera. Sin embargo, apareció uno de sus fundadores, el señor Arturo Rodríguez, quien apoyó de manera económica al club para que este no desaparezca. De esta forma, en 2016, Carlos Stein logró su primer título distrital. A mediados de ese mismo año, Arturo Rodríguez sufrió un atentado que acabó con su vida, razón por la que se decidió que el equipo lleve su rostro en la camiseta, como muestra de agradecimiento por sus contribuciones al club.

### 2017-2018: Primeras campañas en la Copa Perú
2017 fue el año en el que representó a Lambayeque en la etapa nacional de la Copa Perú 2017 luego de haber sido subcampeón distrital, subcampeón provincial y subcampeón departamental. En la etapa nacional, superó la fase regular eliminando en la primera ronda a Somos Olímpico de Lima y cayendo en la segunda ronda ante Atlético Grau de Piura.
En 2018 Carlos Stein salió campeón de la etapa provincial de Chiclayo y después quedó como subcampeón de la etapa departamental de Lambayeque. Esto nuevamente le permitió al equipo participar de la etapa nacional de la Copa Perú. Carlos Stein se mantuvo en la etapa regular sin embargo cayó en los repechajes de la primera ronda ante Deportivo Garcilaso del Cusco.

### 2019: Campeón de la Copa Perú y el ascenso a Liga1
En 2019, el conjunto carlista campeonó la liga distrital de José Leonardo Ortiz, nuevamente conquistó la Liga Provincial de Chiclayo y esta vez logró el título de la liga departamental de Lambayeque. No tuvo problemas para superar la fase regular de la Copa Perú 2019, derrotando después con un global de 7-1 a Deportivo Manaos en los dieciseisavos de final. En la etapa de octavos de final, el rival fue Miguel Grau de Abancay, que derrotó 3-0 a Carlos Stein, perdiendo en la vuelta 2-0. El resultado global eliminaba a Carlos Stein de la competición, sin embargo el club chiclayano presentó un reclamo por la participación de Jimmy Aguilar, jugador de Miguel Grau que estaba suspendido. El resultado fue modificado y Miguel Grau suspendido de la competición. En cuartos de final, Carlos Stein eliminó a Credicoop San Cristóbal de Moquegua por un global de 4-4, pasando por la regla del gol visitante y convirtiéndose en el primer clasificado a la finalísima de la Copa Perú.
En el cuadrangular final del campeonato, Stein empató 1-1 frente a Sport Estrella de Piura, derrotó 2-1 a Sport Chavelines de Pacasmayo y en el partido de definición empató 2-2 frente a Deportivo Llacuabamba de La Libertad, resultado que le dio el título al cuadro liberteño por diferencia de goles. Carlos Stein sin embargo presentó un reclamo por la indebida alineación del jugador Milton Bermejo y el 3 de diciembre de 2019, la Comisión de Justicia de la Federación Peruana de Fútbol finalmente dio por válido el reclamo, entregando el título de la Copa Perú 2019 al elenco carlista, lo cual significó el ascenso a la Primera División del Perú a partir de la temporada 2020.

### 2020: Debut en la Liga1 y descenso a la Liga2
En la Liga1 2020, Carlos Stein a pesar de haber cosechado una pésima campaña tanto en la Fase 1 como en la Fase 2, finalmente logra mantener la categoría con 27 puntos en el acumulado, dejando en Liga2 2021 a Alianza Lima con 26 puntos en el acumulado y Atlético Grau con 26 puntos en el acumulado. Sin embargo Alianza Lima iría al TAS a realizar un proceso contra la FPF y Carlos Stein a partir de la sustentación del incumplimiento de pago a un jugador  por parte del cuadro leonardino, la FPF había retrasado el pago de cierta televisora, la cual Stein pidió permiso a que se debía pagar después al jugador con la cual la FPF había finiquitado, el hecho que para Alianza Lima con las bases de comienzo de año se fue al TAS que es un ente externo desconocía la realidad peruana, tras el COVID-19 y no tener auspicio de la empresa consorcio, con lo que legalmente se le debió quitar puntos por parte de la Comisión de Licencias de la FPF. 
El 17 de marzo de 2021, el TAS fallaría a favor de Alianza Lima, sentenciando que dicha Comisión debió dar sanción deportiva equivalente a la resta de 2 puntos al Carlos Stein, cuya aplicación debía ser inmediata. Por lo antes mencionado, cuyo carácter es inapelable y vinculante para las partes involucradas, conllevó a la modificación oficial de la Tabla Acumulada del 2020 de la Liga1, con lo cual a Alianza Lima le correspondió jugar la Liga1, mientras que al equipo chiclayano le correspondió disputar la Liga2 para la temporada 2021. Cabe señalar que el expediente le llegó a Stein de la quita de puntos en septiembre de 2021, con lo cual pudo apelar, pero como subió a primera en aquella temporada quedó como una anécdota.

### 2021: Subcampeonato de la Liga2 y el retorno a la Liga1
En la Liga 2 2021 quedó en cuarto puesto de la tabla general, habilitado para jugar los playoff por el subcampeonato, y con ello tentar la posibilidad de ascender. Tras superar las llaves del reducido por la promoción contra Deportivo Llacuabamba, Unión Comercio y Sport Chavelines, el equipo logró quedarse con el subcampeonato de la Liga 2 y así acceder a los play-off del ascenso. 
Con ello, enfrentó al antepenúltimo puesto de la Liga1 2021, que en esa temporada fue el Deportivo Binacional. Tras perder el partido de ida 1-0 y ganar la vuelta también 1-0, la eliminatoria quedó igualada, con lo que se definió en la tanda de penales, siendo el triunfo para el equipo leonardino 4-2, regresando a la Liga 1 para la temporada 2022.
Sin embargo, su vuelta a la máxima categoría del fútbol peruano se vio en peligro cuándo salieron los resultados del TAS, donde los resultados dieron a consecuencia la permanencia de Deportivo Binacional y el descenso de Cusco FC, sobre todo si se tenía que volver a disputar la revalidación pero esta vez con la Universidad San Martín. Finalmente tras un comunicado de la FPF se confirmó primero que se respetaba el triunfo de Carlos Stein en la Revalidación de la Liga Profesional 2021, ratificándose su presencia en la Primera División, y además indicando que resultaba inejecutable volver a disputarla, permitiendo así la participación del Club USMP, disputándose así la temporada 2022 con 19 equipos.

### 2022-2023: Nuevo descenso a la Liga2
Tras el inicio de la temporada 2022, donde disputó nuevamente partidos en la región Lambayeque tras el inicio de la pandemia del COVID-19 iniciada en el 2020, el Carlos Stein mudó luego su localía al estadio Víctor Montoya Segura, ubicado en la ciudad de Jaén, de la provincia del mismo nombre en la región Cajamarca, donde jugó hasta el final de la temporada. Luego de una mala campaña en la Liga1 2022 tanto como en el Torneo Apertura como en el Torneo Clausura, el cuadro carlista perdió nuevamente la categoría tras perder categóricamente 1-4 frente a Deportivo Municipal a dos fechas de culminar el campeonato, de esta forma disputa de nuevo la Liga2 para la siguiente temporada.
Para la edición 2023 de la Liga2, las cosas irían de mal en peor para el equipo. Pues, los carlistas no registraron ninguna victoria en todo el torneo más que solo 5 empates y 20 derrotas. En consecuencia, todo apuntaba a un descenso de inmediato, pese a que, solo el equipo con menor puntaje de la tabla descendería a la Copa Perú. Sin embargo, todo daría un giro para la fecha 24. El 13 de septiembre de 2023, Carlos Stein disputaría su encuentro como local contra Alfonso Ugarte de Puno. No obstante, el equipo rival declinó jugar ante las malas condiciones económicas en que estaban de tiempo atrás. Ante su ausencia, el partido terminó en un walkover a favor de Carlos Stein. Por ello, se registraría, irónicamente, su primera victoria de todo el torneo. Pese a ello, el resultado de los otros equipos dejaría, de todas formas, sin alternativas a los carlistas para salir de la zona del descenso. Sin embargo, ante la acumulación de un segundo walkover, Alfonso Ugarte sería sancionado con la pérdida de categoría, definiendo no solo su descenso a la Copa Perú, sino la permanencia de Carlos Stein para la siguiente edición del torneo.

### 2024: Descenso a la Liga3
A inicios de 2024, el club logró un acuerdo con la Academia Cristo Rey de Negritos para recibir apoyo económico que le permita participar del torneo de Liga 2 de ese año.
Sin embargo, tras afrontar la Liga2 2024 el elenco carlista no levantaría cabeza y el rendimiento seria inclusive paupérrimo a comparación de la temporada anterior, ya que en dicha temporada al menos lograron empates, en esta temporada lo único que cosecharon fueron derrotas sin cesar. Tras quedar últimos en la Zona Norte el equipo se vio obligado a jugar el Grupo Descenso, donde la pobre campaña continuaría. Finalmente, el 4 de septiembre de 2024, el equipo descendió directamente a la recién creada Liga3 tras perder su penúltimo partido ante la UCV Moquegua por un marcador de 6-1 por el Grupo Descenso, y marcando un insólito récord de derrotas consecutivas y diferencia de goles.

### 2025: Descenso y retorno a la Copa Perú
Una vez en la Liga3 2025, el elenco carlista fue ubicado en el Grupo 1 de la fase regional donde debuto con una derrota 1-0 contra Juventus FC de Huamachuco de visita. Pese a todo esfuerzo el equipo seguiría sin rumbo alguno pues se dedicaría a lucha por evitar caer a la última posición del grupo que correspondía a la perdida de categoría. La primera victoria recién se daría en la fecha 6 ante Sport Bolognesi, desde ahi esperaría a la fecha 10 para volver a la senda de la victoria frente a Juventus FC ahora de local y venciendo también de local a Unión Santo Domingo en la fecha 14, siendo esta su última victoria en el torneo. Por otra parte se registraron goleadas abultadas en su contra como el 5-0 de visita ante el ya mencionado Unión Santo Domingo y un 4-0 de visita ante el también mencionado Sport Bolognesi. Resumiendo, la campaña fue irregular ya que aparte de las goleadas abultadas, perdería varios puntos en su localía.
Para terminar, el 3 de agosto de 2025, en un partido obligado a ganar esperando un tropiezo de la reserva de la UCV para safar de la última casilla, el equipo cae derrotado 2-1 ante Juventud Cautivo y por ende descender a la Copa Perú tras 6 años participando en las categorías de la Liga de Fútbol Profesional.

## Uniforme
- Uniforme titular: Camiseta azul, pantalón azul y medias azules.
- Uniforme altenativo: Camiseta amarilla, pantalón amarillo, medias amarillas.

### Uniforme titular
| 2014 | 2015-2016 | 2016 | 2017 | 2017 | 2018 | 2018 | 2019 | 2019 | 2020 |

| 2020 | 2021 | 2022 | 2023 | 2024 |

### Uniforme alterno
| 2017 | 2018 | 2019 | 2020 | 2021 | 2022 | 2023 | 2024 |

### Indumentaria y patrocinador
| Periodo     | Patrocinador |
| ----------- | ------------ |
| 2016        | Lomas        |
| 2017        | Front        |
| 2018 - 2022 | New Life     |
| 2023        | Jave         |
| 2024        | Front        |

| Periodo                  | Patrocinador         |
| ------------------------ | -------------------- |
| 2014                     | Augusto Sipion       |
| 2015 - 2016              | Moliner Angie S.A.C. |
| 2017 - 2019              | Corpo S.A.C.         |
| 2021 (enero - mayo)      | Muller Biotec        |
| 2021 (mayo - actualidad) | Negocios IPASA       |
| 2024                     | Academia Cristo Rey  |

## Presidentes y entrenadores
| Presidente              | Inicio                  | Fin                 |
| ----------------------- | ----------------------- | ------------------- |
| Jorge Luis Portilla     | 12 de diciembre de 2017 | 17 de abril de 2020 |
| John Rodríguez Carlos ? | 17 de abril de 2020     | actualidad          |

| Entrenador                   | Inicio                   | Fin                      |
| ---------------------------- | ------------------------ | ------------------------ |
| Marcial Salazar              | 2017                     | 2017                     |
| Juan Carlos Cabanillas       | 2017                     | 2018                     |
| César Sánchez                | 12 de julio de 2018      | 2018                     |
| Tito Chumpitaz               | 2018                     | 2018                     |
| Edwin Zelada                 | 2018                     | 24/10/2018               |
| Segundo Quiroz               | 11/01/2019               | 27/05/2019               |
| Daniel Valderrama            | 27 de mayo de 2019       | 13 de noviembre de 2019  |
| Juan Carlos Bazalar          | 13 de noviembre de 2019  | 20 de diciembre de 2019  |
| Orlando Lavalle              | 31 de diciembre de 2019  | 18 de septiembre de 2020 |
| Iván Chávez (Interino)       | 20/09/2020               | 23/09/2020               |
| Juan Carlos Bazalar          | 22 de septiembre de 2020 | 8 de noviembre de 2020   |
| Daniel Valderrama            | 12 de noviembre de 2020  | 14 de diciembre de 2020  |
| Miguel Ángel Zahzú           | 14 de diciembre de 2020  | 31 de mayo de 2021       |
| Iván Chávez (Interino)       | 02/06/2021               | 05/06/2021               |
| Rafo Castillo                | 9 de junio de 2021       | 30 de julio de 2021      |
| Iván Chávez (Interino)       | 30/07/2021               | 06/08/2021               |
| Jahir Butrón                 | 7 de agosto de 2021      | 5 de abril de 2022       |
| Tabaré Silva                 | 11 de abril de 2022      | 11 de septiembre de 2022 |
| Daniel Valderrama (Interino) | 14/07/2022               | 19/07/2022               |
| Tabaré Silva                 | 20/07/2022               | 05/09/2022               |
| Daniel Valderrama (Interino) | 05/09/2022               | 19/09/2022               |
| Javier Arce                  | 19 de septiembre de 2022 | 31/12/2022               |
| Marcelo Vivas                | 21/03/2023               | 12/05/2023               |
| Iván Chávez (Interino)       | 12/05/2023               | 14/06/2023               |
| Orlando Lavalle              | 14/06/2023               | 04/09/2023               |
| Moisés Cabada                | 09/09/2023               | Actualidad               |

## Datos del club
- Fundación: 6 de marzo de 2012.
- Temporadas en Primera División:  2 (2020, 2022)
- Temporadas en Segunda División: 3 (2021, 2023-2024)
- Temporadas en Tercera División: 1 (2025)
- Temporadas en Copa Perú: 7 (2014-2019, 2026-Act.)
- Mayor goleada conseguida:
  - En campeonatos nacionales de local: Carlos Stein 4:1 Juventus FC (15 de junio del 2025).
  - En campeonatos nacionales de visita: Sporting Cristal 0:1 Carlos Stein (7 de marzo del 2020).
  - En campeonatos nacionales en cancha neutral: 
    - Deportivo Coopsol 1:4 Carlos Stein (31 de agosto del 2021)
    - Carlos Stein 3:0 Santos FC (30 de septiembre del 2021).

  - En campeonatos amateurs de local: 
    - Carlos Stein 6:0 Deportivo Ferrocarril (30 de septiembre del 2018)
    - Carlos Stein 6:0 Deportivo Manaos (19 de octubre del 2019).

  - En campeonatos amateurs de visita: JJ Arquitectura 0:4 Carlos Stein (25 de septiembre del 2019).
- Mayor goleada recibida:
  - En campeonatos nacionales de local: Carlos Stein 1:8 Deportivo Llacuabamba (20 de julio del 2024)
  - En campeonatos nacionales de visita:
    - Ayacucho FC 7:0 Carlos Stein (29 de agosto del 2023).
    - Alianza Universidad 7:0 Carlos Stein (14 de julio del 2024).

  - En campeonatos nacionales en cancha neutral: Ayacucho FC 3:0 Carlos Stein (19 de octubre del 2020).
  - En campeonatos amateurs de local: Carlos Stein 1:3 Pirata F.C. (19 de septiembre del 2018).
  - En campeonatos amateurs de visita: Deportivo Garcilaso 4:0 Carlos Stein (24 de octubre del 2018).
- Mejor puesto en la Primera División: 17.° (2020).
- Peor puesto en la Primera División: 19.° (2022).
- Mejor puesto en la Segunda División: 2.° (2021).
- Peor puesto en la Segunda División: 13.° (2023).
- Participaciones en torneos internacionales: Ninguno.

## Palmarés

### Torneos nacionales
| Competición nacional            | Títulos | Subcampeonatos |
| ------------------------------- | ------- | -------------- |
| Segunda División del Perú (0/1) |         | 2021.          |
| Copa Perú (1/0)                 | 2019.   |                |

### Torneos regionales
| Competición regional                        | Títulos     | Subcampeonatos |
| ------------------------------------------- | ----------- | -------------- |
| Liga Departamental de Lambayeque (1/2)      | 2019.       | 2017, 2018.    |
| Liga Provincial de Chiclayo (2/1)           | 2018, 2019. | 2017.          |
| Liga Distrital de José Leonardo Ortiz (2/1) | 2016, 2019. | 2017.          |